# World of Warcraft: The Burning Crusade
World of Warcraft: The Burning Crusade (littéralement : « La Croisade Ardente ») est la première extension de World of Warcraft, sortie en Europe et en Amérique du Nord le 16 janvier 2007, et en Chine le 10 septembre 2007.

## Nouveautés
L’extension introduit des améliorations, ou des nouveautés au jeu, dont les plus citées sont :
- La possibilité d’explorer un nouveau continent composé de sept zones, l’Outreterre ;
- Deux nouvelles races de personnages : les Elfes de Sang pour la Horde et les Draeneï pour l’Alliance. À cette occasion, certaines spécificités liées aux deux clans disparaissent. Il est désormais possible de créer un Paladin dans la Horde et un Chaman dans l’Alliance. À noter que le modèle Elfes de Sang remplace les anciens modèles des Haut-Elfes qui étaient basés sur les elfes de la nuit.
- L’introduction de nouveaux donjons comme Karazhan, les Grottes du Temps ou le Donjon de la Tempête. Les instances de haut niveau introduites se déroulent par groupe de 25 joueurs maximum, et non plus 40 ;
- Les nouveaux donjons instanciés supportent deux niveaux de difficulté : normal et héroïque. À partir du niveau 70, les joueurs peuvent choisir la difficulté : si le mode héroïque est plus difficile, il apporte de meilleures récompenses[2] ;
- La limite de niveau des personnages passe de 60 à 70 ;
- L’apparition d’un nouveau métier : joaillier ;
- L’introduction des montures volantes dirigeables par le joueur, en Outreterre ;
- L’introduction des arènes, zones de combat joueur contre joueur en équipes.

## Accueil
Une semaine après le lancement de World of Warcraft: The Burning Crusade, Blizzard a déclaré que le jeu venait de battre le record du jeu PC le plus vendu en 24 heures aux États-Unis et en Europe, celui-ci s’étant écoulé à 2,4 millions d’exemplaires le seul premier jour de sa commercialisation. Par ailleurs, l’extension a battu le record de ventes d’un jeu PC en un mois, avec 3,5 millions de copies vendues,.